# Trichys fasciculata
El puercoespín de cola larga (Trichys fasciculata) es una especie de roedor histricomorfo de la familia Hystricidae, la única del género Trichys. Es un puercoespín que habita en Borneo y es una especie externamente similar a los del género Atherurus, pero difiere de los miembros de este género en muchas características craneales.